# Olios pulchripes
Olios pulchripes là một loài nhện trong họ Sparassidae.
Loài này thuộc chi Olios. Olios pulchripes được Tord Tamerlan Teodor Thorell miêu tả năm 1899.